# Sigma SD9
Das Spiegelreflexkameragehäuse Sigma SD9 von Sigma war das erste digitale Kameragehäuse mit einem Foveon-X3-Direktbildsensor, das 2002 auf den Markt gebracht wurde. Nachfolger der SD9 ist die SD10.
Das Kameragehäusemodell hat einen Sigma-Wechselobjektivanschluss (Sigma SA-Bajonett).
Es verfügt über manuell einstellbare Belichtungsindizes von ISO 100 bis 400 und hat eine kürzeste Verschlusszeit von 1/6000 Sekunde. Ein Merkmal der Kamera ist, dass die Rohdaten in drei verschiedenen Bildauflösungen ausgegeben werden können, die durch eine mitgelieferte Software (SIGMA Photo Pro) auf dem Computer zu Bilddateien (Tagged Image File Format (TIFF) beziehungsweise JPEG) konvertiert werden können. Ein direktes Übertragen der Bilder über Kabel ist mangels Treiber für diese Systeme nicht möglich.

## Zubehör
Mitgeliefert:
- SIGMA Photo Pro Software
- Netzadapter SAC-1 mit Netzkabel
- IEEE-1394-Kabel (FireWire Kabel)

Optional:
- Elektronisches Blitzlicht EF-500 DG SUPER / EF-500 DG ST
- Batterie Griff Power Pack SD
- Fernauslöser RS-21
- Kabelfernauslöser CR-11

## Sigma Photo Pro
Mit der Software Sigma Photo Pro können Bildbearbeitung und Konvertierung von RAW- in JPEG- oder TIFF-Dateien bei allen Kameras der SD-Reihe durchgeführt werden.
Die Version 6.x kann kostenlos für Windows 7+ und Mac OS ab Version 10.7 (6.3.x) heruntergeladen werden. Aktuell sind die Software-Versionen 6.5.4 (Win7+) und 6.5.5 (MacOSX 10.9+) verfügbar.